# Léon Herbin
Cet article possède un paronyme, voir Léon Herpin.
Pour les articles homonymes, voir Herbin.
Léon Herbin, né le 23 juillet 1853 au Palais (Morbihan) et mort le 18 septembre 1884 au Soudan, est un officier puis agent consulaire français.

## Biographie
Né au Palais, rue Willaumez, Marc-Antoine-Léon Herbin est le fils d'Anne-Clarisse Brun et de Louis-Philippe-Camille Herbin (1811-1867), alors médecin-aide-major de première classe attaché à l'hôpital militaire de Belle-Île-en-Mer.
Engagé volontaire pendant la Guerre franco-allemande de 1870, Léon Herbin prend part à la campagne de la Loire avant d'intégrer l'École spéciale militaire de Saint-Cyr (55e promotion, dite de la Revanche, 1870-1872). Envoyé en Algérie, il parvient au grade de lieutenant au sein du 10e régiment d'infanterie de ligne puis démissionne de l'armée le 25 novembre 1880.
En 1881, il accompagne un autre ancien officier français, Gabriel Simon, lors d'un voyage en Éthiopie et débarque avec lui à Massaoua, dont il gère bientôt le consulat français. Établi au Caire, Herbin collabore à un journal francophone, Le Bosphore égyptien. Ayant fait preuve d'un dévouement exceptionnel lors d'une épidémie de choléra qui a frappé la capitale égyptienne, il est décoré d'une médaille d'or de 2e classe par décret présidentiel le 13 décembre 1883.
Au début de l'année 1884, la Guerre des mahdistes fait rage au Soudan entre les adeptes du Mahdi et le khédivat d'Égypte, alors sous contrôle britannique. Dans ces conditions, le vice-consul français Gaston Lemay, nommé à Khartoum en remplacement d'Albert Marquet, est retenu à Souakim et ne peut rejoindre son poste. Le représentant de la France au Caire, Camille Barrère, demande alors à Herbin de se rendre à Khartoum pour y prendre la direction du consulat en l'absence du titulaire. Arrivé dans la ville soudanaise le 6 mars, peu de temps après le général Gordon, Herbin doit d'abord y vaincre la défiance des Britanniques, qui le suspectent d'être chargé d'une mission secrète et lui reprochent sa collaboration au Bosphore égyptien, récemment censuré à cause de ses attaques contre les autorités anglaises. Il subit bientôt les affres des six premiers mois du siège mahdiste.

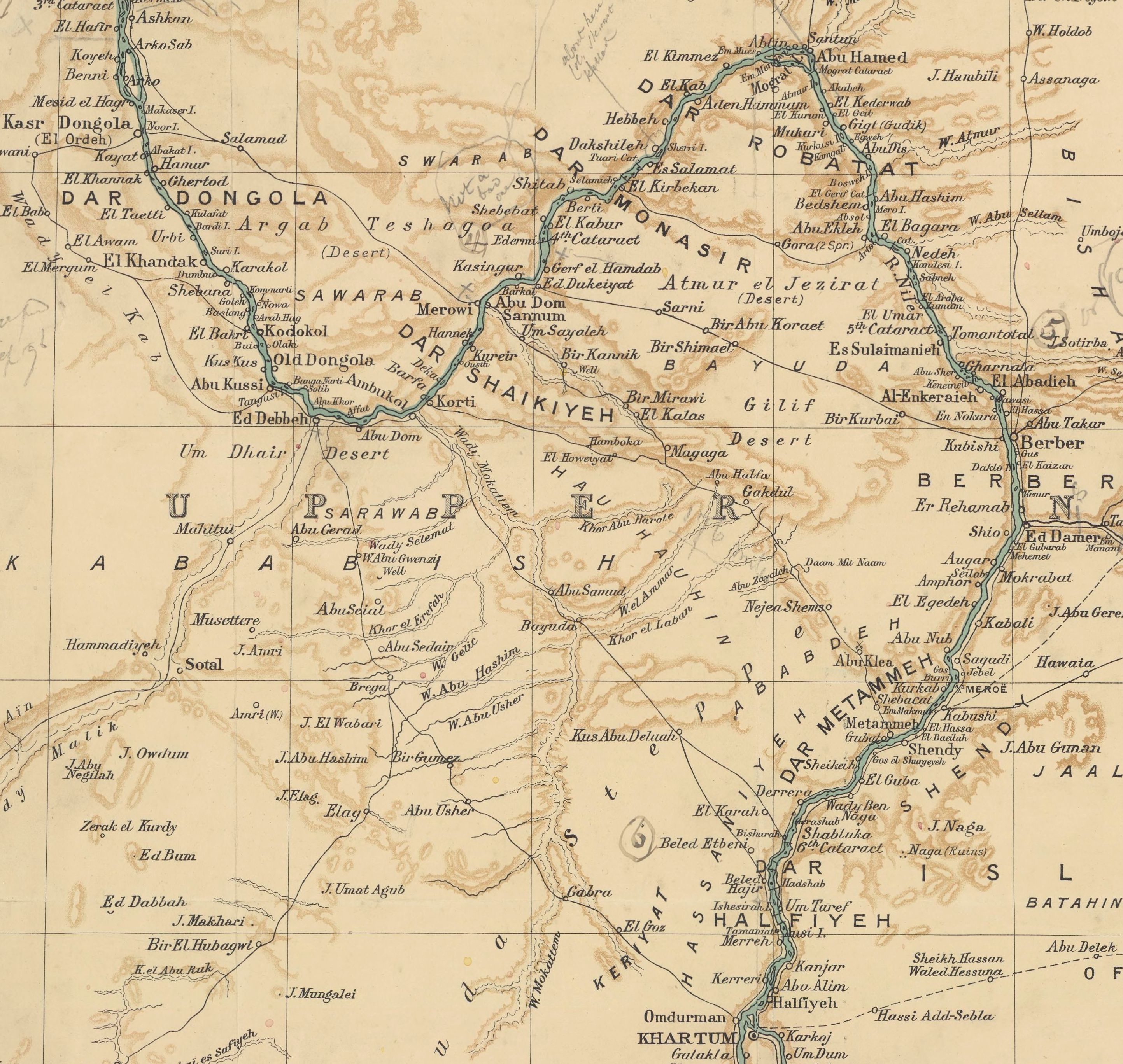
Détail d'une carte montrant le Nil entre Khartoum et Dongola. Tout au Nord, une mention manuscrite au crayon indique l'endroit où a été tué le colonel Stewart, qui accompagnait Herbin et les autres passagers de l’Abbas.

Décidé à ne pas abandonner Khartoum, Gordon souhaite toutefois évacuer les autres Européens, dont l'agent consulaire français et son homologue britannique, le journaliste irlandais Frank Power. Contrairement à l'agent consulaire autrichien, Martin Ludwig Hansal, et au consul grec, qui choisissent de rester, Herbin et Power acceptent de quitter la ville à bord d'un bateau à vapeur, l’Abbas. Gordon les confie à la garde du colonel Stewart, comptant également sur ce dernier pour alerter l'opinion et le gouvernement anglais.
Herbin et ses compagnons, protégés par des mercenaires grecs, embarquent ainsi sur l’Abbas afin de descendre le Nil vers Dongola. Escorté jusqu'à Berber (Gordon ayant estimé les rives du Nil hors de danger en aval de ce lieu) par deux autres bateaux , le Safia et le Mansourah, l’Abbas lève l'ancre dans la nuit du 9 au 10 septembre. En raison de l'inexpérience du pilote et du commandant, il touche aussitôt la côte, ce qui abîme la roue à aubes. Le 11, il s'échoue sur un banc de vase avant de parvenir à se dégager et à poursuivre sa route, traversant la sixième cataracte puis essuyant quelques coups de feu le lendemain devant Metammeh et Chendi. Le 15, au moment de passer Berber, le vice-consul français envoie une lettre de remerciements assez optimiste au général anglais.
Or, le steamer s'échoue une nouvelle fois le 18 septembre, en aval d'Abu Hamad, entre Hebbeh et Salamat, en plein territoire Manassir (tribu des environs de la quatrième cataracte). Stewart parlemente alors avec le cheikh local, Suleiman, et cherche à acquérir des chameaux afin de rejoindre Merowe par le désert. Rassurés par leurs premiers contacts avec les indigènes, les Européens tombent dans une embuscade et sont massacrés.

## Postérité
Quelques mois après la chute de Khartoum, un neveu du général Gordon adresse au Petit Marseillais une lettre déplorant le peu de reconnaissance à l'égard d'Herbin de la part de ses compatriotes par rapport au « bruit » provoqué par la mort d'un autre Français, Olivier Pain, qui avait rejoint les rangs mahdistes.
En avril 1911, le nom de Léon Herbin ainsi que ceux de Jean Le Vacher, d'André Piolle, de Nicolas Hugon de Basville, d'Antoine Bonnier, de Claude Roberjot, de Victor Fontanier, de Jules Moulin et de quatre autres diplomates français morts victimes du devoir, sont gravés sur une plaque en marbre noir inaugurée par Jean Cruppi et fixée dans le péristyle précédant le vestibule du bâtiment des archives au ministère des Affaires étrangères.
Dans le film Khartoum (1966), Herbin est interprété par l'acteur britannique Michael Anthony (1911-1998), père de Lysette Anthony.